# Pund-til-pund-kage
 For alternative betydninger, se Pund. (Se også artikler, som begynder med Pund)
En pund-til-pund-kage er en type kage, som har sit navn fra at de væsentligste ingredienser (æg, mel, smør, sukker osv.) indgår med (omtrent) lige stor vægt, for eksempel et pund.
Pund-til-pund-kager bliver gerne ret "tunge".
På dansk er de normalt kaldt sandkage.
Den tidligste opskrift på pund-til-pund-kage stammer fra den engelske kogebog The Art of Cookery af Hannah Glasse, der blev udgivet i 1747. Den første amerikanske kogebog, American Cookery (1796), har ligeledes en opskrift på pund-til-pund-kage.